# Kelkoo
Kelkoo est un site comparateur de prix présent dans dix neuf pays en Europe (France, Angleterre, Allemagne, Italie, Espagne, Belgique, Pays-Bas, Suède, Norvège, Portugal, Brésil, Russie, Autriche, Irlande, Tchéquie, Pologne, Finlande, Suisse  et Danemark).
Kelkoo propose également une plate-forme commerciale personnalisée à de nombreux portails européens.

## Histoire
Kelkoo fut fondé en 1999 par cinq personnes : 
- Pierre Chappaz était directeur marketing chez IBM et il a maintenant quitté la société Kelkoo/Yahoo!. Il s'occupe de nouveaux projets dans le domaine d'Internet, dont notamment la société Wikio, qu'il a fusionnée avec Ebuzzing.
- Mauricio Lopez était directeur de recherche chez Bull. Il a quitté Kelkoo en 2002 et passe maintenant son temps à parcourir le monde.
- Rémy Amouroux était chercheur chez Bull. Il est l'inventeur de la technologie d'agents à l'origine de la création de Kelkoo et a conçu les évolutions d'architecture de la plate-forme jusqu'en 2005. Il est resté chez Yahoo! jusqu'en août 2008 en tant qu'Architecte en chef pour l'Europe, puis il a créé Teorem, un cabinet de conseil en architecture logicielle.
- Christophe Odin était ingénieur chez Bull. Christophe Odin a quitté Kelkoo début 2006 et préside désormais Kapirisk, un fonds d'investissement privé composé de business angels.
- Jérôme Mercier était directeur marketing chez Lotus/IBM, il a quitté Kelkoo en 2002 pour revenir chez Yahoo! en 2004 en tant que VP Marketing Europe.
- Dominique Vidal, qui travaillait lors de la création de la société chez Banexi et a suivi le dossier Kelkoo, a ensuite rapidement rejoint la société. Il fut directeur Europe de Yahoo! En 2007 Dominique Vidal rejoint un fonds de capital-risque.

Kelkoo faisait partie du groupe Yahoo! depuis 2004 à la suite de son rachat par le portail américain pour 475 millions de dollars. Kelkoo avait fusionné ou racheté un certain nombre de sociétés avant cela. Par exemple, pour assurer sa place de leader sur le marché français, il avait racheté en 2003 un concurrent menaçant, Monsieur Prix .
Selon un article du Financial Times d'octobre 2007, insatisfait des performances du comparateur, Yahoo! se décide en cette année à s'en débarrasser. Or, la valeur de Kelkoo est désormais très éloignée du prix payé. Dans un premier temps, aucun repreneur ne sera trouvé. Yahoo! décide donc d'appliquer une politique de réorganisation et d'investissement. En novembre 2008, Yahoo! cède Kelkoo au fonds d’investissement britannique, Jamplant Ltd pour 100 millions d'euros .
En France, le secteur des comparateurs de prix sur Internet fait régulièrement l'objet de remontrances de la part de la DGCCRF. En effet ces acteurs se présentent comme des outils comparatifs impartiaux (Kelkoo se présentait comme le « Que Choisir du web ») alors qu'ils commercialisent auprès des sites marchands différentes prestations visant à faire figurer leurs résultats en bonne place dans les réponses aux recherches des internautes. Cette contre publicité a entamé la confiance des consommateurs et a un impact négatif sur le trafic des sites rémunérés « au clic », c'est-à-dire au nombre de clients envoyés chez les marchands.
Le 19 mai 2008, Kelkoo, EasyVoyage, Shopping.com, Pangora, Leguide.com, Pricerunner et VoyagerMoinsCher.com ont signé, sous l'égide de la Fevad (Fédération du e-commerce et de la vente à distance) et du secrétaire d'État chargé de la prospective, Eric Besson, une charte de déontologie qui garantit, en 15 points, la transparence et la pertinence des informations présentées au consommateur.
Par cette charte, les sites comparateurs adhérents entendent manifester leur volonté de mettre en œuvre une série de règles déontologiques, sous forme d'engagements volontaires, fondés sur des principes de transparence, de loyauté et de respect des consommateurs.
L'histoire de Kelkoo, des origines aux laboratoires de l'Inria, jusqu'au rachat par Yahoo!, est racontée dans le livre de Julien Codorniou et Cyrille de Lasteyrie: « Ils ont réussi leur startup: la success story de Kelkoo », édité par Pearson en octobre 2005.

## Modèle économique
Kelkoo est rentable depuis le 4e trimestre 2002. Fonctionnant de la même manière que les autres services de comparaison de prix, Kelkoo a axé sa stratégie marketing sur l'optimisation pour les moteurs de recherche et le développement de sites partenaires.
Sur le site en lui-même, le modèle économique permet aux marchands d'enchérir, ce critère étant pris en compte dans l'algorithme d'affichage des résultats.